# Wouter Willems
Wouter Willems (20 maart 2000) is een Belgisch basketballer.

## Carrière
Willems speelde in de jeugd van KBBC Clem Scherpenheuvel en GSG Aarschot voordat hij zich aansloot bij de Leuven Bears. In het seizoen 2020/21 maakte hij zijn profdebuut bij de eerste ploeg en speelde 20 wedstrijden voor de Bears. Ook het volgende seizoen speelde hij bij de Bears en trad aan in 26 wedstrijden. In mei 2022 blesseerde Willems zich en was 6 tot zeven maanden uit nadat hij een operatie moest ondergaan aan de knie. Na nieuwe complicaties moest hij in april 2023 opnieuw een operatie ondergaan en miste hij ook de rest van het seizoen 2022/23 dat hij al herstellend uitzat. Ook in het seizoen 2023/24 kwam hij door die knieblessure niet in actie. 
Hij verliet aan het einde van het seizoen 2024/25 de Bears en trok naar tweedeklasser BBC Falco Gent.